# Grengiols
Grengiols je obec v okrese Östlich Raron v německy mluvící části kantonu Valais ve Švýcarsku. Žije zde 424 obyvatel.

## Geografie

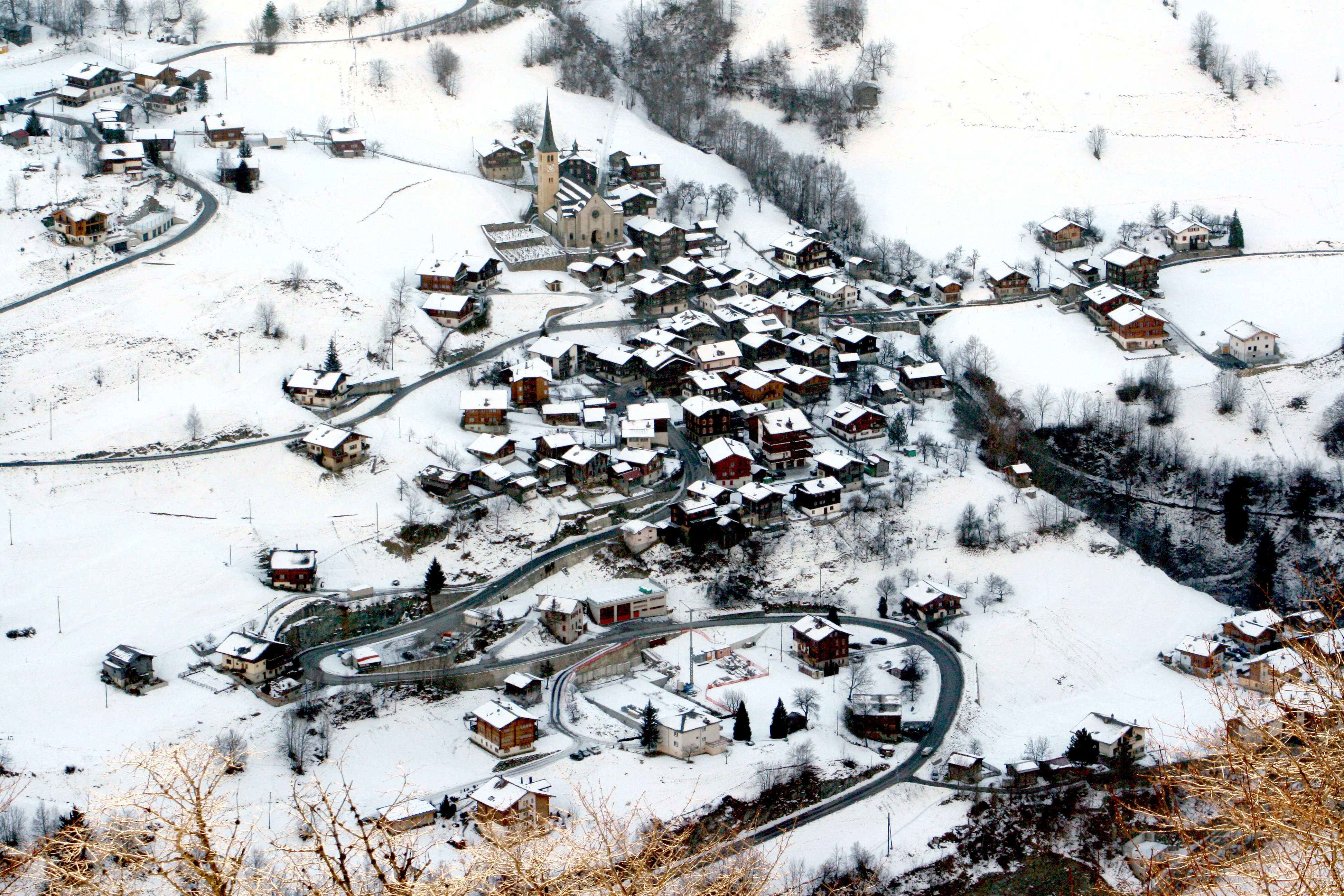
Obec v zimě

Grengiols se skládá z hlavní osady a vesnic Zenhäusern, Bädel, Bächerhäusern, Viertel a Hockmatte a také Deisch a Nussbaum. Obec leží v úžlabině na jižním svahu údolí a má jedinečný vzhled. díky kterému je zapsána ve Spolkovém seznamu švýcarských památek národního významu.
Charakteristická je stará náves s bránou zúženým vjezdem vedoucím na náves obklopenou uzavřenými průčelími domů; odtud se ulicově návesní část obce strmě zvedá do úzké rokle, na jejímž konci tvoří zvláštní sídelní akcent kostel, fara a škola.
Západně od hlavního sídla leží vesnice Zenhäusern a Bädel, východně od nich Bächerhäusern, Viertel a Hockmatte. Za zvláštní pozornost stojí vesnička Hockmatte, která patří k nejpůvabnějším osadám ve Valais.
Deisch a Nussbaum leží na pravém břehu Rhôny; obě vesnice jsou převážně novější chatové osady.
Nejbližší větší obec Brig je vzdálena 13 km. Grengiols leží na jižní straně horního údolí Rhôny na svahu rozděleném terasami. Geograficky patří do oblasti Goms a Aletsch. Obec leží na levém svahu údolí, snadno dostupná mezi obcemi Mörel, Fiesch a Ernen. Leží kousek od hlavní silnice Furka–Sion a čtyř stanic trati Matterhorn Gotthard Bahn z Brigu.
Vesnička Deisch, která patří k obci Grengiols, je známá především díky šroubovitému tunelu „Deischerkehre“, kde trať bývalé Furka-Oberalp-Bahn překonává stoupání mezi zastávkou Grengiols a Deisch na ozubnicovém úseku. Deisch tvoří hranici mezi okresy Östlich Raron a Goms.
Území obce se rozkládá od řeky Rotten v nadmořské výšce 800 m směrem na jih až k italským hranicím v nadmořské výšce 3272 m (nejvyšším bodem je Helsenhorn). Obec je součástí krajinného parku Binntal. Většina území obce o rozloze 5849 ha je do roku 2023 neproduktivní (cca 3000 ha), tj. divoká a nedotčená příroda tvořená vysokohorskými pastvinami a horskými masivy; pouze necelé jedno procento území obce tvoří osídlené plochy.

## Historie
Grengiols je poprvé doložen v roce 1052 jako Graneirolis; další rané zmínky jsou Graniols (1297) a Greniols (1301). Název pochází z latinské zdrobněliny (množné číslo) granariolas „malé sýpky“.
Při příležitosti archeologických vykopávek v roce 1979 na Schlosshubelu byly identifikovány dvě různé kulturní vrstvy z doby bronzové. Na území obce byly nalezeny také galořímské hroby, které spolu s nálezy římských mincí ukazují na osídlení v době římské říše.
První doloženou zmínkou je pravděpodobně darovací listina biskupa Heima I. z 12. června 1052, v níž daroval panství Graneirolis katedrální kapitule v Sionu. Velmi pravděpodobně se jedná o Grengiols. Ve vrcholném středověku byla oblast pod svrchovaností Savojska, které zastupoval jeho vazal, pán z Grandetsch (Granges u Sierre), a později hrabata z Mörelu. V roce 1799 vesnici i s kostelem vypálili rakouští vojáci prchající před Francouzi.

## Obyvatelstvo

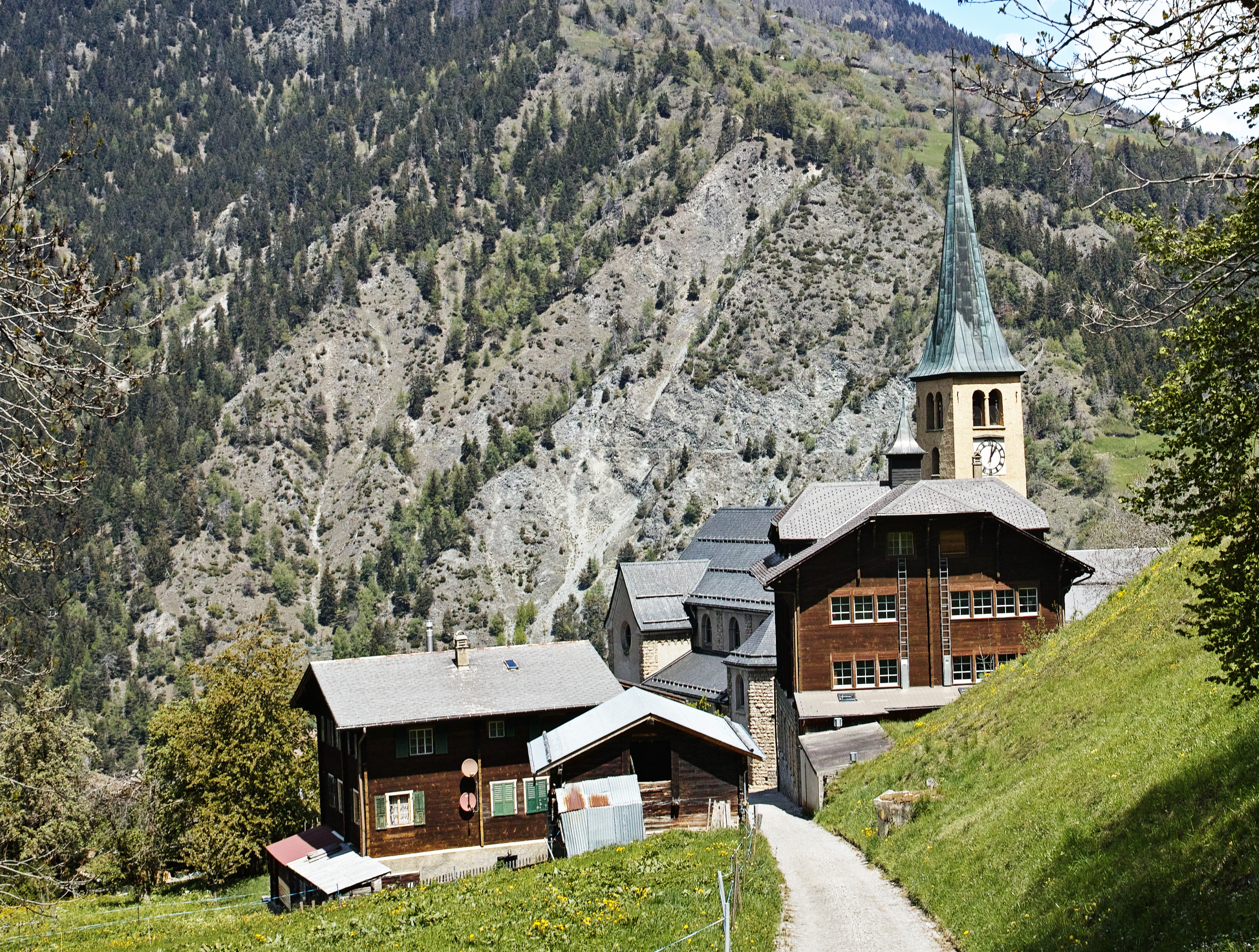
Centrum obce s kostelem

| Vývoj počtu obyvatel | Vývoj počtu obyvatel | Vývoj počtu obyvatel | Vývoj počtu obyvatel | Vývoj počtu obyvatel | Vývoj počtu obyvatel | Vývoj počtu obyvatel | Vývoj počtu obyvatel | Vývoj počtu obyvatel | Vývoj počtu obyvatel | Vývoj počtu obyvatel | Vývoj počtu obyvatel |
| -------------------- | -------------------- | -------------------- | -------------------- | -------------------- | -------------------- | -------------------- | -------------------- | -------------------- | -------------------- | -------------------- | -------------------- |
| Rok                  | 1799                 | 1850                 | 1900                 | 1950                 | 2000                 | 2010                 | 2012                 | 2014                 | 2016                 | 2023                 |                      |
| Počet obyvatel       | 313                  | 435                  | 555                  | 565                  | 491                  | 464                  | 466                  | 446                  | 432                  | 437                  |                      |

## Doprava
Obcí prochází železniční trať původní Furka-Oberalp-Bahn, provozovaná od roku 2003 společností Matterhorn Gotthard Bahn. Na jejím katastru se nachází stanice Grengiols a zastávka Betten Talstation. Pro automobily je obec přístupná po hlavní silnici číslo 19, která prochází okolo obce.

## Fotogalerie

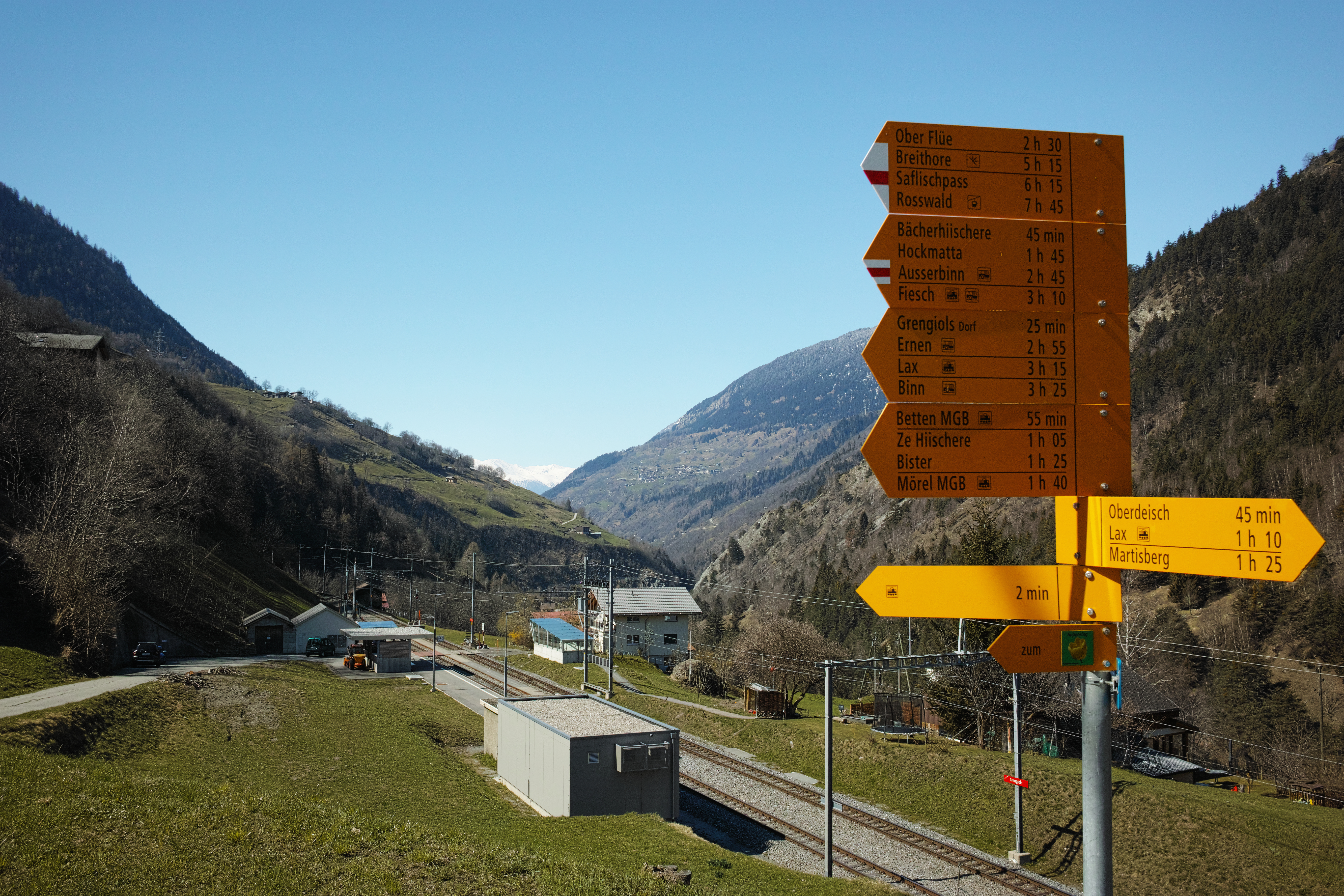
Grengiols - nádraží
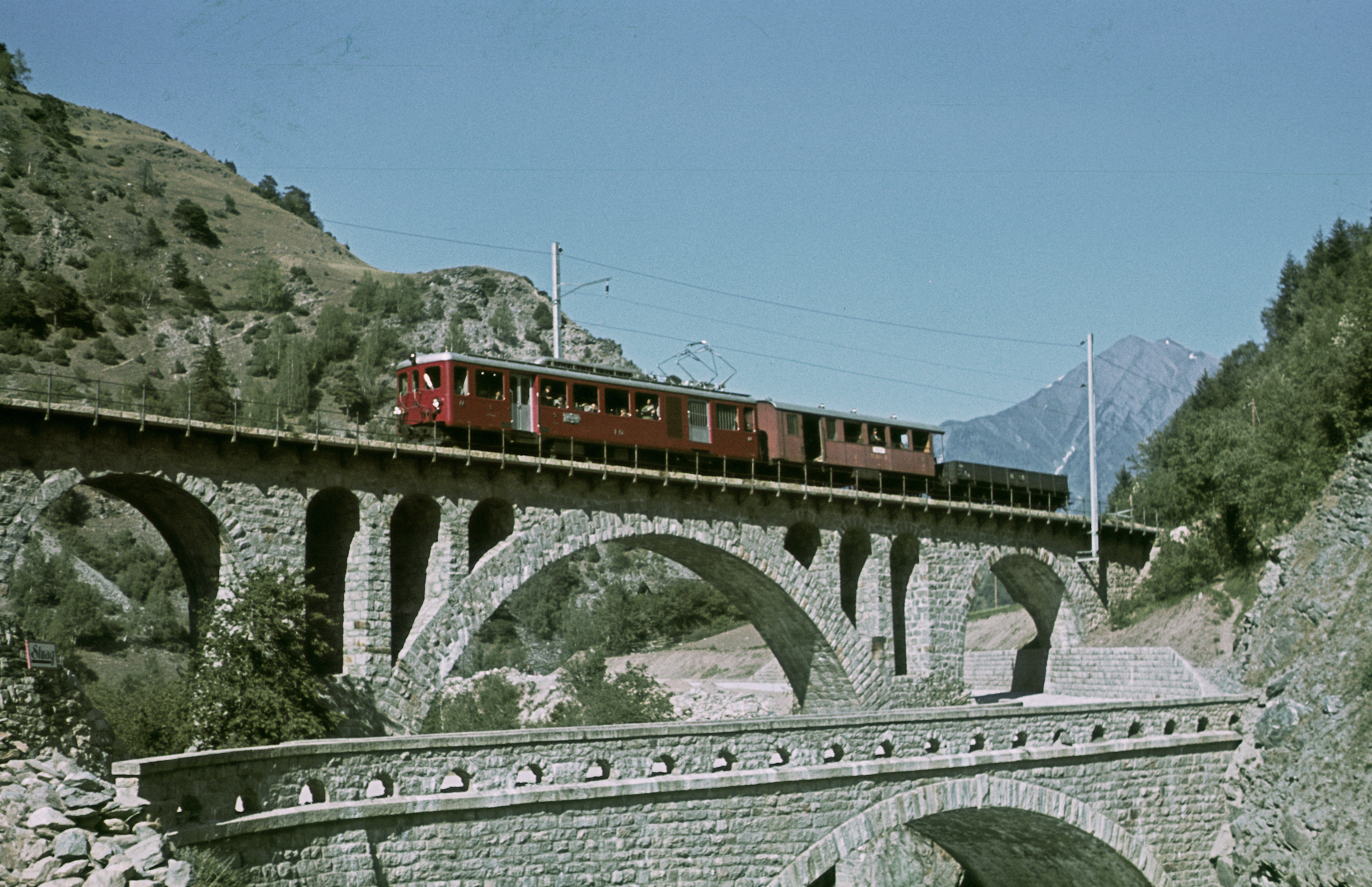
Viadukt Nussbaum